# A Crude Awakening: The Oil Crash
A Crude Awakening: The Oil Crash ist ein Schweizer Dokumentarfilm, der das globale Ölfördermaximum thematisiert.

## Handlung
Der Film thematisiert die Geschichte der Erdölgewinnung, die heutige Abhängigkeit vom Erdöl, das globale Ölfördermaximum sowie das zukünftige Leben ohne Erdöl. Dabei werden etliche Ausschnitte von Experteninterviews gezeigt.

## Interviews
Im Film werden u. a. folgende Personen interviewt:
- Matthew Simmons, US-amerikanischer Investmentbanker, der für 2010 einen Ölpreis von mindestens 200 Dollar pro Fass voraussagte
- Colin J. Campbell, englischer Geologe und Ölforscher (Rimini-Protokoll)
- Daniele Ganser, Schweizer Historiker, Verschwörungstheoretiker und Publizist

## Hintergrund
Produktionsfirma des Films ist die Zürcher Lava Productions AG. Filmverleihfirma ist die Zürcher Columbus Film AG.
Die Weltpremiere des Films fand am 11. März 2006 am SXSW Film Festival statt. Mit fast 400 Premieren-Zuschauern wurden die Erwartungen der Produzenten weit übertroffen.
Der Kinostart in der Deutschschweiz war am 19. April 2007, in der Westschweiz am 9. Mai 2007.

## Kritiken
„Leider erliegen die Autoren von »The Oil Crash« manchmal der Kraft ihrer Bilder und stellen rein plakativ Beziehungen her, für die kein kausaler Zusammenhang besteht wie beispielsweise bei den Bomben auf Bagdad. Angenehm angesichts der unangenehmen Einsichten ist, dass die Autoren, im Gegensatz zum fragwürdigen »An Inconvenient Truth«, nie den moralischen Zeigefinger heben.“

„Der Film richtet sich in erster Linie an ein US-amerikanisches Publikum. Was auch gut ist, da sie mit Abstand die grössten Verbraucher der weltweiten Ölvorkommen sind.“

„Die Filmemacher bringen rares und wiederholt sehr aussagekräftiges Archivmaterial bei. Schade nur, dass sich die Zahlen, Daten, Fakten, die die talking heads zusammen mit dem Kommentar ausbreiten, in einer Kadenz folgen, dass sie den Zuschauer bald einmal unter sich begraben.“

„Nach dem Film kommt man sich ein bisschen vor wie ein verfetteter Altrömer, der den Untergang seines Reiches ahnt, aber trotzdem noch ein pralles Hähnchen verspeisen muss.“

## Auszeichnungen
Der Film hat u. a. folgende Auszeichnungen erhalten:
- Zürcher Filmpreis 2006: Bester Dokumentarfilm
- Palm Beach International Film Festival 2007: Best Documentary Feature